# Amédée II de Genève
Pour les articles homonymes, voir Amédée de Genève et Amédée II.
Amédée (parfois Amé) II de Genève (en latin Amadeus de Gebennis), mort le 22 mai 1308 à proximité du château dit du Vuache, est comte de Genève à partir de 1280 à 1308 à la suite de son frère Aymon II. Il est le fils de Rodolphe ou Raoul, comte de Genève, et de Marie de Coligny, issue de la famille de La Tour du Pin.

## Biographie

### Origine
Amédée, parfois écrit sous la forme Amé,, est le quatrième des fils du comte Rodolphe de Genève et Marie de Coligny, dame de Varey en Bugey, fille d'Albert III, seigneur de la Tour du Pin, et de Béatrix dame de Coligny,. Son année de naissance est inconnue.
La fratrie compte six frères et sœurs. L'aîné est Aymon, qui héritera du titre de leur père. Viennent ensuite Guy († 1294), qui fut religieux, Henri († 1296), qui fut archevêque de Bordeaux (1289-1296) et Jean († 1297), qui après avoir été prieur de Nantua, puis abbé de Saint-Seine (1280-1283) avant d'être choisi comme évêque de Valence de 1283 à 1297,.

### L'accession au trône et organisation du comté

D'or à quatre points équipolés d'azur, blason utilisé durant le règne d'Amédée II,,.

Le comte Aymon II, son aîné, meurt très probablement le 18 novembre 1280, à Marsan, dans les Landes,. Il s'agit de la date de son testament,. Amédée semble lui succéder dans l'année qui suit, sous le nom d'Amédée II. L'historien Pierre Duparc le qualifie de « plus remarquable de ces princes libéraux ».
Les deux filles de son frère devaient hériter de l'ensemble de ses terres, sauf si les deux exécuteurs testamentaires, l'oncle d'Aymon, Gui, évêque de Langres, et son frère, Jean, abbé de Saint-Seine, trouvaient une solution plus avantageuse, notamment en désignant comme héritier un de ses frères. En 1302, Comtesson, dame de Miribel, renonce à l'ensemble de ses droits sur le comté en faveur de son oncle en échange d'une somme d'argent.
Amédée hérite en 1281 d'un comté en difficultés, tant par les dettes contractées par son grand-père et son père, mais aussi en raison des velléités d'émancipation de ses vassaux . Le pouvoir des comtes sur la ville de Genève a également été fortement réduit à la suite de différents conflits avec l'évêque, mais aussi face à l'hostilité des bourgeois. Enfin, il doit tenter de résister à l'accroissement du pouvoir de la maison de Savoie, qui encercle désormais le comté de Genève. Celui-ci devient ainsi une enclave gênante au sein des possessions savoyardes,.
Amédée II améliore l'administration comtale mise en place par son père et poursuivie par son frère. Il donne des chartes de franchises à Cruseilles (1282), qui appartient à son oncle l'évêque de Langres Gui,,,. Il fait rénover les franchises des bourgs de Rumilly en 1291, Châtel (1307), et peut être La Corbière (1288),.
Jusqu'en 1305, il semble qu'il utilise comme résidence principale le château de Saconnex-delà-d'Arve (Saconnex-d'Arve), qu'il a fait édifier entre 1299 et 1301.

### Guerres contre la maison de Savoie
Le règne d'Amédée est caractérisé par de nombreux conflits, ponctué de trêves ou traités de paix avec son voisin le comte de Savoie. Alfred Dufour, historien suisse du droit, observe que la période allant de 1280 à 1329 est marquée par ces « guerres féodales » entre les deux familles comtales. L’historien Bernard Demotz parle, lui, de « véritable guerre de cent ans », qui a débuté vers 1234. Cette lutte voit surtout la maison de Savoie dépouiller peu à peu le pouvoir du comte de Genève, ainsi que celui de l’évêque de Genève.
Le comte Amédée cherche à trouver des alliés dans sa lutte contre le comte de Savoie. Les premiers sont les seigneurs voisins de Faucigny, dont le titre vient de passer aux dauphins de Viennois, détenu par la famille de Bourgogne (rameau de Viennois), puis de La Tour du Pin. Plus au nord, Rodolphe de Habsbourg, devenu roi des Romains en 1273, est en conflit lui aussi depuis quelques décennies avec la maison de Savoie, dans la partie septentrionale du pays de Vaud.
Il épouse, en 1285, Agnès de Chalon, fille de Jean Ier de Chalon,. Pierre Duparc voit, dans ce mariage, l'alliance entre Amédée et le frère d'Agnès, Jean Ier de Chalon-Arlay, dont l'une des autres sœurs est l'épouse de Rodolphe Ier de Habsbourg. Il semble que cela soit à cette occasion que sa sœur, Marguerite, et son frère aîné, Gui, renoncent à leur héritage en sa faveur.

Il organise le mariage de sa jeune sœur, Marguerite de Genève, en 1288, avec Aymar IV de Poitiers, comte de Valentinois et de Diois,.

#### Première guerre
En 1282, Amédée entre dans une coalition à l'initiative de Rodolphe Ier de Habsbourg et du Dauphin, ainsi que son oncle, l'évêque de Genève, Robert, contre le comte de Savoie, Philippe de Savoie. En juin 1282, Amédée signe un traité à Versoix avec la régente Béatrice de Faucigny, son fils, le Dauphin Jean Ier de Viennois, ainsi que son oncle, l’évêque Robert,. Par ce traité, Béatrice de Faucigny, héritière de son père le comte Pierre II de Savoie, « voulant réparer les torts que celui-ci a causés ou pu causer aux comtes de Genevois, s'engagent à rendre au comte Amédée tout ce qui avait été livré au dit Pierre, à titre de gagerie, par les défunts comtes de Genevois, Guillaume et Rodolphe. Ils restituent notamment les châteaux de Genève, Charousse, Balaison, les Clées en Vaud, et Rue, avec les terres, vassaux, seigneuries et avoueries qui en dépendaient ». En échange, le comte de Genève s'engage à rendre hommage au Dauphin Jean, « pour tous les fiefs qu'il tient du comte de Savoie » et lui apporter tout son soutien contre ses ennemis, tout comme celui-ci apportera son aide à l'évêque. L'évêque de Genève quittera la coalition en janvier 1283, face aux victoires diplomatiques du comte de Savoie, mais aussi en raison des pressions du chapitre ainsi que des habitants de la ville de Genève.

En effet, au cours de cette période, les habitants de Genève tentent d'obtenir une autonomie communale tant face au pouvoir comtal, que celui de l'évêque. D’ailleurs depuis 1250, ils obtiennent régulièrement le soutien des comtes de Savoie, veulent faire de Genève la « capitale idéale de leur État », pour reprendre l'expression de l'historien suisse Louis Binz. C’est le comte Amédée V qui obtiendra en septembre 1285, après à l'occupation de la ville, le serment de fidélité des citoyens. L'évêque Robert tente de contester ce serment, tandis qu’Amédée doit quitter la cité. C’est lors de ce serment que les habitants obtiennent pour la première fois le droit de se constituer en commune,. Quelques jours plus tard, l'évêque fait annuler cette émancipation, obligeant le comte de Savoie à intervenir pour garantir ces nouveaux droits.
Le vieux comte Philippe de Savoie, mort en août 1285, a été remplacé par son neveu Amédée V. Ce dernier prend l'initiative d'une trêve dès août 1285, afin de régler la succession au sein de sa famille. Ce répit est de courte durée, puisque le conflit reprend un mois plus tard, avec notamment l’occupation de la ville de Genève,. Son château de Genève (dit aussi du Bourg-de-Four), qui contrôle la Ville Haute, est pris et en partie détruit. Au mois suivant, le 11 septembre 1285, Amédée II signe une nouvelle alliance au château de Châtillon-sur-Cluses avec la Grande Dauphine, le Dauphin et le second mari de Béatrice de Faucigny, Gaston VII de Béarn,,. L'année suivante, une nouvelle trêve est signée en avril 1286, mais le conflit reprend peu après,,,.
L'année 1287 marque l'échec de la coalition et la fin de la guerre. Après avoir battu le comte de Genève, le comte de Savoie profite de la vacance du siège épiscopal de Genève pour s'emparer de la ville et placer sous sa garde, selon son droit, les possessions épiscopales que sont les châteaux de Peney et de l'Île,,. Un traité est signé entre le comte et ses ennemis, Amédée II, le nouveau Dauphin, Humbert, à Annemasse le 18 novembre,. Amédée se voit obligé de prêter serment au comte de Savoie, de même que le Dauphin,. Cet accord, devant traiter de la rupture de fidélité entre hauts personnages, a demandé l'intervention de cinq docteurs en droit de l'université de Bologne. Amédée après avoir prêté serment pour ses possessions en Albanais, reçoit les châteaux de Ballaison et de Genève.
En janvier 1291, son fils, Guillaume, à peine âgé de onze ans, est fiancé à Béatrice de Savoie († entre 1291 et 1294),, très probablement afin de sceller la paix entre les deux comtes Amédée. Une demande de dispense au pape a été faite en raison des liens de parenté entre les deux comtes et leurs enfants (au quatrième degré de computation canonique),.

#### Seconde guerre
En août 1291, le comte Amédée attaque la ville de Genève. Les habitants résistent. Le vidomne de Genève, Pierre des Portes, attaque le château comtal de Genève.
Le 10 décembre 1293, les deux comtes signent un traité de paix à Aix,,. Les deux arbitres sont Guillaume de Champvent, évêque de Lausanne, et Aimon du Quart, chantre de la cathédrale de Lyon (futur évêque de Genève),. L'article premier stipule que les deux comtes s'engagent à respecter l'ensemble des clauses du traité d'Annemasse de 1287,. Le comte de Genève doit jurer fidélité au comte de Savoie et s'engage à ne pas s'allier avec les habitants de Genève,,. Il engage également le lien de fidélité d'une vingtaine de ses vassaux qui seront déliés s'il renonce à ces engagements. Enfin, Amédée récupère le château de Genève.
Ce traité marque la fin de la deuxième guerre. Le mois suivant, Amédée doit jurer fidélité pour ses possessions dans le comté de Savoie auprès du fils du comte Amédée V, Édouard,.
En 1297, la paix entre les deux comtes est renforcée par un nouvel accord,. La vingtaine de vassaux du comte de Genève, qui avaient apporté leur garantie à leur seigneur lors de l'accord d’Aix, renouvellent leur soutien au mois de juillet. Les deux comtes signent au château comtal de la maison de Savoie, à Saint-Georges-d'Espéranche le 31 août 1297, le contrat de mariage liant leurs deux enfants, Guillaume de Genève avec Agnès de Savoie, (Béatrice de Savoie étant décédée entre-temps). Par ce contrat, le comte de Savoie Amédée V s'engage à donner « 10 000 livres tournois de dot et le château de La Corbière, à charge d'hommage et sous condition que le comte de Genève empêchât toute attaque ». De son côté le comte Amédée donne « 4 000 livres et le pont devant le château à son fils, avec les châteaux de Rumilly en Abanais, Hauteville, Alby, Charousse comme garantie » ainsi que d'autres gages.

#### Troisième guerre
À la suite des derniers accords, le comte Amédée évite toute nouvelle coalition. Toutefois en 1300, il ne peut s'empêcher d'apporter son soutien à la noblesse vaudoise qui se soulève contre le comte de Savoie. Pierre Duparc indique qu'il s'agit peut-être, pour lui, de regagner une certaine influence dans la région. Toutefois, lors du règlement du conflit, le comte n'est pas mentionné, l'historien suisse pense par conséquent qu'il n'a pas dû véritablement prendre part au conflit.
Amédée entreprend la construction d'un château à Gaillard, à une lieue de Genève, en juillet 1304,. Les frères Aymon et Mermet de Villette sont invités à habiter la « villeneuve » (bourg) du château de Gaillard pour défendre le site,,.
Le 21 juillet 1305, une nouvelle trêve est signée entre le comte de Savoie, qui vient de faire la paix avec l'évêque de Genève, et les coalisés, le comte de Genève, le Dauphin, son fils Hugues, seigneur de Faucigny, et Jean de Châlons. Cette trêve semble tenir jusqu'à la signature d'un compromis au début de l'année suivante. Celui-ci est signé le 21 février 1306, à proximité de Lyon, et est placé sous l'arbitrage du pape Clément V, qui a offert de jouer les médiateurs,,. Celui-ci engage toujours le comte de Savoie, Amédée de Genève ainsi que les fils du Dauphin, Jean et Guigues,. Parmi les engagements, le pape impose une semaine plus tard, une trêve qui doit durer jusqu'à la Saint-Michel, le 29 septembre. Des escarmouches puis une véritable offensive se déroulent à nouveau au cours de l'année.
Dans le conflit qui oppose l'évêché de Genève au comte de Savoie, soutenu par les habitants de Genève, le nouvel évêque, Aymon de Quart, signe en mai 1307 un traité secret avec Amédée, le nouveau Dauphin Jean II, et son frère Hugues, seigneur de Faucigny,. Le 6 juin, les partisans du comte ouvrent la porte d'Yvoire à son armée et celle de son allié, mais la tentative ayant été ébruitée, le reste de la population se tient prête. L'évêque doit fuir la ville. En septembre, ce prélat s'associe avec le comte de Genève et le seigneur de Faucigny et s'engage à excommunier les habitants de Genève. Ce nouveau conflit prend fin en mai 1308, avec la mort d'Amédée. La paix surviendra avec le successeur d'Amédée II,.

### Fin de règne et succession
Le comte Amédée fait son testament au château de Cosengier, soit La Balme-de-Sillingy, le 24 septembre 1306,,,. Les historiens sont toutefois réservés sur différents points. Dans cet acte, le comte désigne son fils Guillaume comme son successeur et précise que ses autres fils, Amédée et Hugues, hériteront des châteaux « de Varey, Mornex, Rumilly-sous-Cornillon, et Cornillon, pour le vidomnat des Bornes, pour les droits sur le marché de La Roche, et pour les terres et rentes qu'il possède en Vaud, le tout sous la condition qu'ils ne pourront aliéner ces châteaux et droits qu'en faveur des héritiers du comte »,. Il stipule que si Guillaume décède sans héritier mâle, alors l'un de ses frères lui succèdera, voire leur héritier mâle,. Il lègue à sa femme l'usufruit de ses biens ainsi que la régence du comté et la tutelle de leurs enfants,. Ces derniers doivent rembourser ses dettes,. Enfin, sa petite-fille, Marie de Beaujeu, fille de Jeanne, est gratifiée d'une somme d'argent en complément de la dot de sa mère,.

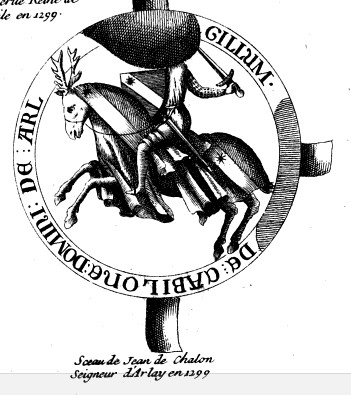
Sceau de Jean Ier de Chalon-Arlay.

Les exécuteurs testamentaires sont Jean Ier de Chalon-Arlay (1259-1316), seigneur d’Arlay, frère de sa femme, et Hugues, baron de Faucigny, second fils du dauphin Humbert Ier de Viennois,.
Amédée serait mort, selon le Fasciculus temporis, le 22 mai 1308, au lieu-dit Le Bachet, à proximité du château dit du Vuache,,,. Cette date est confirmée par une mention dans le livre d'heures de sa belle-fille, Agnès de Savoie. La cérémonie funèbre eut lieu au couvent de Sainte-Catherine du Mont. La source indique que le comte est enseveli deux jours après dans la paroisse de Montagny, les auteurs du Régeste genevois précisent « ce devait être une maison forte du comte bâtie sur un monticule situé au bord du Rhône ». Un article de la Revue savoisienne, paru une année après le Régeste genevois, critique cette dernière analyse, affirmant que ce/cette Montagny était le couvent de Sainte-Catherine du Mont, « lieu habituel de sépulture des princes de la maison de Genève, depuis la fondation de cet établissement religieux », interprétation que semble confirmer l'historien Pierre Duparc.
Enfin, quant à la prise réelle de fonction du comte Guillaume III, Pierre Durparc suppose, comme Jules Vuy, que le nouveau comte avait accédé au pouvoir quelque temps avant la mort d'Amédée.

## Mariage et enfants
Amédée épouse en 1285 Agnès de Chalon ou de Bourgogne, fille de Jean Ier de Chalon l'Antique ou le Sage,. On trouve la mention d'au moins cinq enfants : Guillaume (v.1280-1320), Amédée (né v. 1294), Hugues (?-1365), Jeanne (?-1303/09), et Marie.
Guillaume III succède à son père à la tête du comté de Genève ; il est fiancé dès 1291 à Béatrice († vers 1291-1294), une fille du comte de Savoie Amé V, mais se marie en fait avec une autre de ses filles, Agnès, en 1297. Vient ensuite Amédée, né probablement aux alentours de 1294 : entré dans les ordres, il obtient rapidement des fonctions importantes jusqu'à ce qu'il devienne, encore assez jeune, évêque de Toul, de 1320 à 1330. Un dernier fils connu, Hugues, est né «dans les dernières années du XIIIe siècle», : seigneur laïc (notamment de Varey, Mornex, Rumilly-sous-Cornillon, Cornillon), il obtient par deux mariages successifs les seigneuries d'Anthon (Dauphiné), puis la baronnie de Gex, ; il tiendra un rôle majeur dans les luttes entre son frère et le comte de Savoie.
Parmi les filles, Jeanne, morte entre 1303 et 1309, épouse vers le 18 juin 1300 Guichard VI d'Albon, dit le Grand, seigneur de Beaujeu,.
Pour Marie, l'érudit du XVIIIe siècle Louis Moréri établissait qu'elle épousait Jean II de Chalon-Auxerre (1292-† 1361), comme première femme de ce dernier. Duparc cite Marie comme comtesse d'Auxerre au testament d'Amé II en septembre 1306 : le mariage a donc du être précoce ; Marie est peut-être morte vers 1316.

Cette Marie ne doit pas être confondue avec la fille d'Amédée III de Genève et donc arrière-petite-fille d'Amédée II, épouse tardive en 1361 de Jean II de Chalon-Arlay († 1362 ; cousin issu de germain de Jean II d'Auxerre).

## Possessions
- Château de Châteauvieux ; en 1287, il en fait hommage à Amédée V de Savoie.
- Château de Gaillard ; il le bâtit en 1305.